# Ana Botín
Ana Patricia Botín-Sanz de Sautuola O'Shea (Santander, 4 de octubre de 1960), conocida como Ana Botín o Ana Patricia Botín, es una economista y banquera española, presidenta del Banco Santander, miembro del consejo de administración de Coca-Cola y presidenta ejecutiva de Banesto desde 2022.
Desde el año 2021 es la presidenta de la Federación Bancaria Europea, sucediendo a Jean Pierre Mustier, convirtiéndose en la primera mujer en ostentar el cargo.

## Biografía
Nació el 4 de octubre de 1960 en Santander. Es hija del banquero español Emilio Botín-Sanz de Sautuola García de los Ríos y de Paloma O'Shea, i marquesa de O'Shea. Asistió al internado católico para niñas St Mary's School de Ascot. En 1981 se graduó en Economía en el Bryn Mawr College en las afueras de Filadelfia, y posteriormente, trabajó durante siete años en JP Morgan, en Estados Unidos. En 1988, volvió a España y comenzó a trabajar para el Grupo Santander, pero en 1999 fue apartada del cargo por su padre, Emilio Botín.

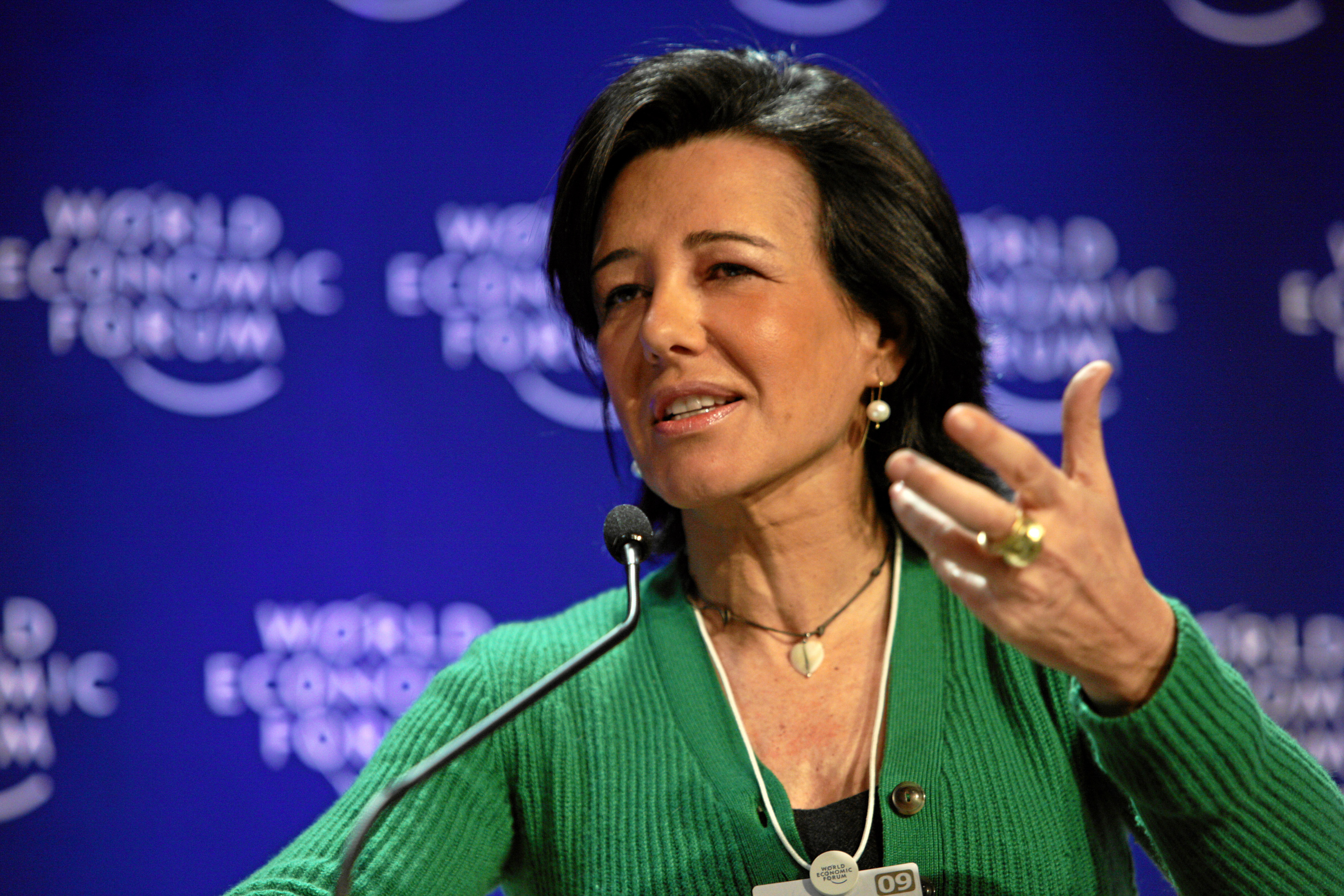
Ana Patricia Botín en la Reunión Anual de 2009 del Foro Económico Mundial celebrada en Davos, Suiza.

En 2000, fundó el fondo de capital de riesgo Suala Capital, del que se retiró en 2006. En 2002 fue nombrada presidenta de Banesto, un banco propiedad del Grupo Santander. Aunque se ha llegado a afirmar en ciertos medios que fue la primera mujer española en presidir un banco, lo cierto es que la primera en hacerlo fue Carmela Arias y Díaz de Rábago, presidenta del Banco Pastor entre 1971 y 2001. Encabezó en 2005 y 2006 la clasificación anual de las empresarias más destacadas en Europa que elabora anualmente el diario económico Financial Times.
En 2005, Ana Botín fue clasificada por Forbes Magazine en el puesto 99 de las cien mujeres con más poder en el mundo. En 2008, alcanzó el puesto 51 de la misma lista de mujeres con poder, según Forbes. Participó en las reuniones del Grupo Bilderberg de 2009 en Vouliagmeni, al sur de Atenas, y 2010, en Sitges. En 2010 dejó Banesto para dirigir la filial del Grupo Santander en Reino Unido tras la marcha a Lloyd's del anterior responsable del mismo, Antonio Horta-Osório. En julio de 2013 se incorporó al consejo de administración de The Coca-Cola Company.
Tras el fallecimiento de su padre Emilio Botín, el 10 de septiembre de 2014, Ana Botín fue elegida ese mismo día presidenta del Banco Santander.
En julio de 2015, se anunciaba que el Gobierno británico había elegido a Ana Botín para formar parte del llamado Business Advisory Group, el órgano de asesores empresariales de David Cameron, y a finales del mismo año la reina Isabel II le otorgó la Orden del Imperio Británico.
Desde 2016, la revista Forbes la ha incluido en los primeros 10 puestos de su lista de mujeres más poderosas del mundo. Su remuneración para el año 2021 asciende a más de 12 millones de euros.

## Vida personal
Desde el 1983 está casada con Guillermo Morenés Mariátegui, nieto del primer marqués de Borghetto. Tienen tres hijos: Felipe (casado en 2016 con la española Julia Puig, heredera de la empresa de perfumes y moda), Javier y Pablo.
Fue cuñada de la leyenda mundial del golf Severiano Ballesteros, y es madrina de su hija Carmen.
Fue la invitada del primer programa de la séptima temporada de Planeta Calleja que se emitió en enero de 2020. Con Jesús Calleja visitó el glaciar Qaleraliq en Groenlandia.

## Reconocimientos
- Premio Beato de Liébana al Entendimiento y Convivencia (2021)[26]
- Premio V. Iglesias al Desarrollo Empresarial Iberoamericano[27]
- Premio Esade 2021, por su liderazgo responsable y su contribución a la mejora de la diversidad y la inclusión en la empresa, por favorecer el acceso a la educación y por su gran compromiso para combatir el cambio climático y hacer frente a los desafíos globales[28]